# Jacareí Atlético Clube
Il Jacareí Atlético Clube, noto anche semplicemente come Jacareí, è una società calcistica brasiliana con sede nella città di Jacareí, nello stato di San Paolo.

## Storia
Il club è stato fondato il 27 ottobre 1980, dopo un suggerimento da parte di Rádio Clube Jacareí. Ha vinto il Campeonato Paulista Série A3 nel 1988.

## Palmarès

### Competizioni statali
- Campeonato Paulista Série A3: 1

1988